# Raymond Cecil Moore
Raymond Cecil Moore (Roslyn, Washington, 20 de fevereiro de 1892 — Lawrence, Kansas, 16 de abril de 1974) foi um geólogo e paleontólogo norte-americano.
Assumiu como professor da Universidade de Kansas em 1919 e foi membro do United States Geological Survey de 1913 a 1949.
Como paleontólogo notabilizou-se pelo estudo dos invertebrados do paleozóico e na geologia contribuiu com pesquisas sobre a sedimentação cíclica no carbonífero.
Foi laureado com a Medalha Wollaston pela Sociedade Geológica de Londres em 1968 e com a Medalha Mary Clark Thompson em 1970 pela United States National Academy of Sciences.

## Obras
- "Historical Geology", 1933
- "Treatise on Invertebrate Paleontology", 1948
- "Introduction to Historical Geology", 1949
- "Invertebrate Fossils" com Lalicker e Fischer, 1952